# Dekkera nana
Dekkera nana är en svampart som beskrevs av P.M. Kirk ined. 2011. Dekkera nana ingår i släktet Dekkera och familjen Pichiaceae.   Inga underarter finns listade i Catalogue of Life.